# Grisebachia secundiflora
Grisebachia secundiflora là một loài thực vật có hoa trong họ Thạch nam. Loài này được E.G.H.Oliv. mô tả khoa học đầu tiên năm 1980.